# Politechnitsjny instytoet (metrostation)
Politechnitsjny instytoet (Oekraïens: Політехнічний інститут, ⓘ) is een station van de metro van Kiev. Het station maakt deel uit van de Svjatosjynsko-Brovarska-lijn en werd geopend op 5 november 1963. Het metrostation bevindt zich in het westen van Kiev, nabij de Nationale Technische Universiteit van Oekraïne, waaraan het zijn naam ("Polytechnisch Instituut") dankt. In de buurt van station Politechnitsjny instytoet bevindt zich ook de dierentuin van Kiev.
Het station is zeer diep gelegen en beschikt over een perronhal die door arcades van de sporen wordt gescheiden. De toegang en de stationshal bevinden zich op de begane grond van een kantoorgebouw van Kievse metro, op de hoek van de Prospekt Peremohy (Overwinningslaan) en de Politechnitsjny provoelok. In dit gebouw bevindt zich ook een klein metromuseum.

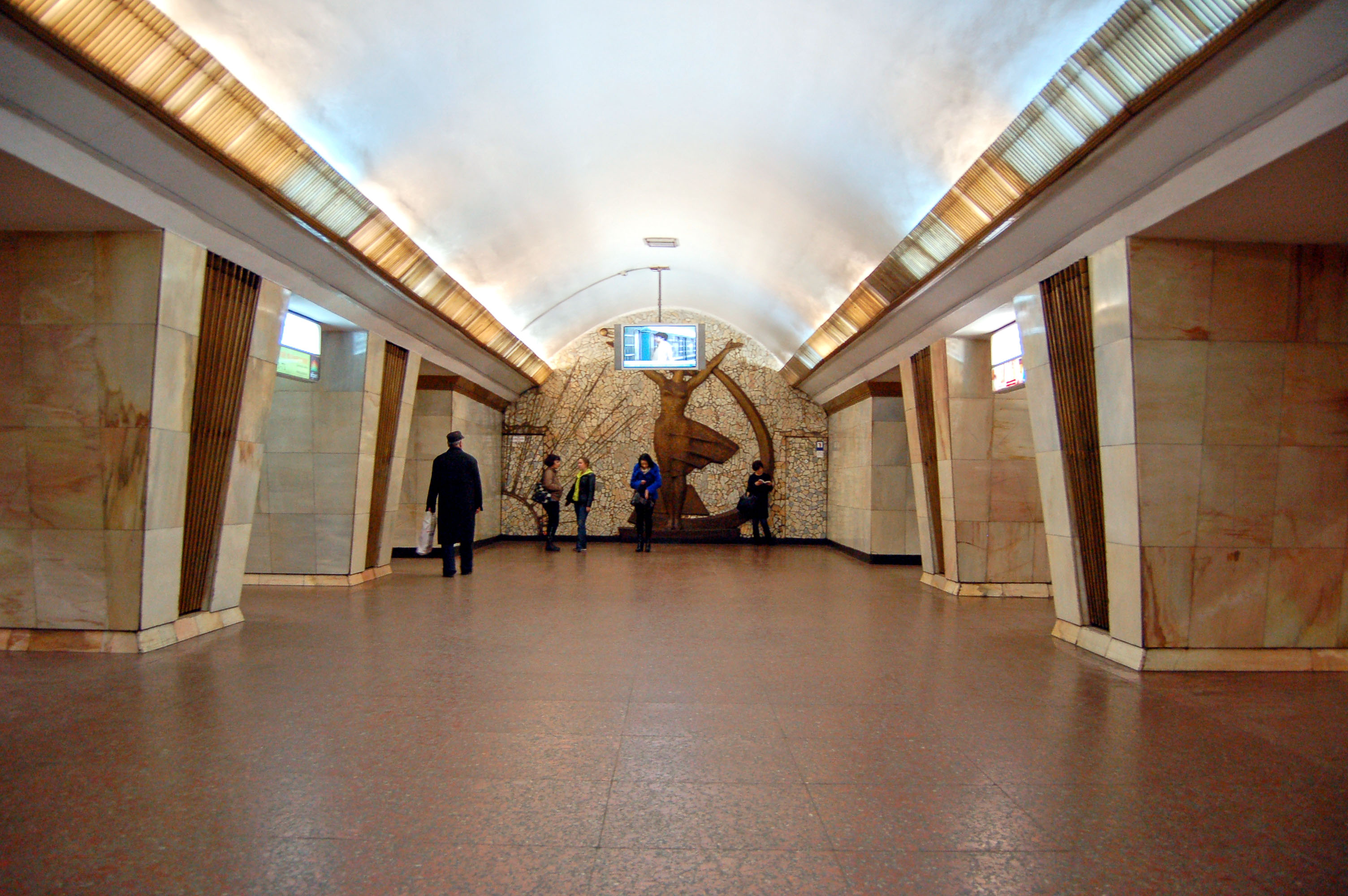